# 756 Lilliana
756 Lilliana là một tiểu hành tinh ở vành đai chính. Nó quay vòng chung quanh trục của nó mỗi 9,3 giờ. Tiểu hành tinh này do Joel Hastings Metcalf phát hiện ngày 26.4.1908 ở Taunton, Massachusetts, và được đặt theo tên Lilliana, em gái của Harlow Shapley, nhà thiên văn học người Mỹ.